# رترو گیمینگ

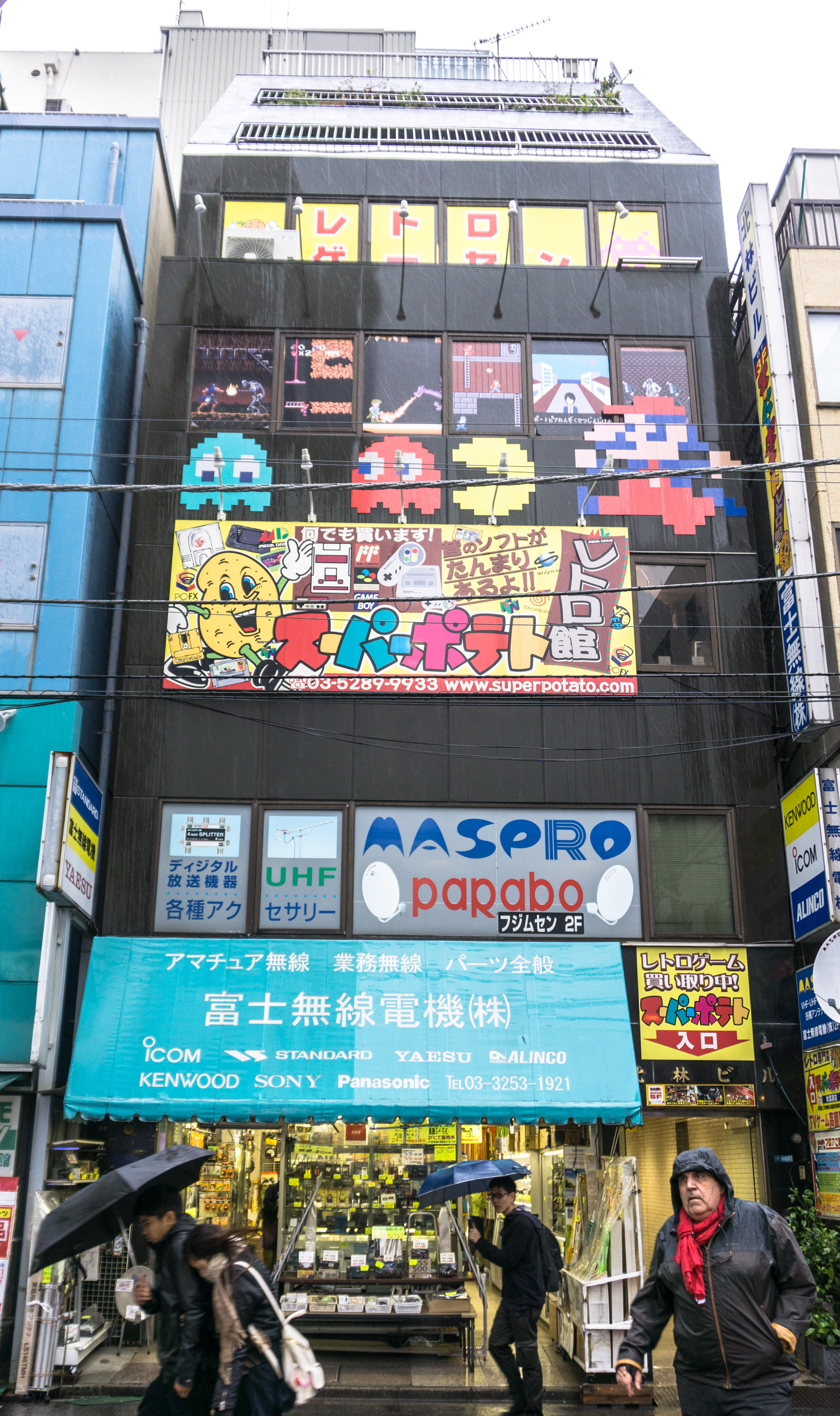
آکیهابارا

رترو گیمینگ (انگلیسی: Retrogaming) که همچنین شناخته میشود به عنوان "کلاسیک گیمینگ" و "اولد اسکول گیمینگ" به معنی اجرا یا جمع آوری بازی های قدیمی کامپیوتر، کنسول یا آرکید در زمان معاصر است. معمولاً رترو گیمنگ حول محور سیستم های نرم‌افزاری و سخت افزاری که منسوخ یا توقف تولید شده اند میچرخد.